# Satélites de Marte

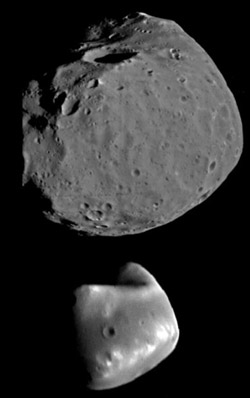
Fobos (arriba) y Deimos (abajo), lunas de Marte, a escala

Órbitas de los dos satélites

Fobos y Deimos en el cielo marciano.

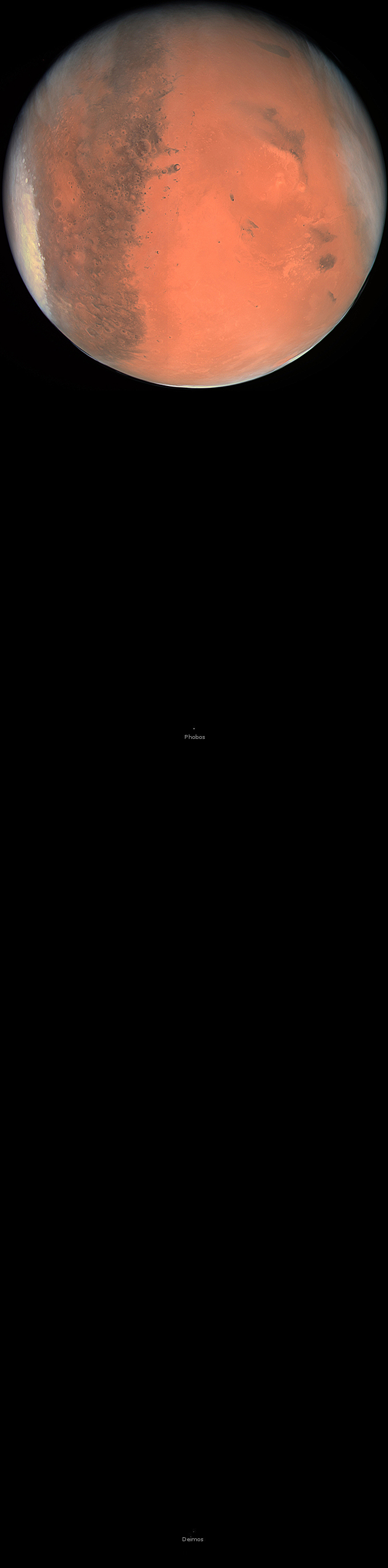
Distancia y tamaños a escala de las lunas de Marte con respecto a Marte

Marte posee dos satélites naturales: Fobos y Deimos. Los dos son irregulares y se cree que fueron capturados del cercano cinturón de asteroides (región del sistema solar comprendida aproximadamente entre las órbitas de Marte y Júpiter).
Cabe resaltar que, a diferencia de la Luna terrestre, estos satélites no disipan las penumbras de la noche marciana, de este hecho se desprende la expresión coloquial más oscuro que las lunas de Marte.

## Conjeturas especulativas previas
El astrónomo Johannes Kepler señaló a principios del siglo XVII que Marte debía tener dos satélites, en función de un razonamiento subordinado a la "armonía numérica": la Tierra tiene una luna y Júpiter, en el momento de realizar Kepler su afirmación, se creía que tenía únicamente las cuatro descubiertas por Galileo Galilei en 1610, por lo que a Marte, que estaba entre los dos planetas, le tocaban, proporcionalmente, dos.
Una coincidencia muy interesante entre astronomía y literatura es la estrecha semejanza entre Fobos y Deimos y los datos especulados para dos satélites marcianos de ficción descritos por Jonathan Swift en "Los viajes de Gulliver", novela publicada en 1726, aproximadamente 150 años antes de que se descubrieran estos satélites, haciéndose eco de las opiniones de Kepler. También el francés Voltaire volverá a recordar a Kepler en su libro de ficción "Micromegas", publicado en 1750, en el que de nuevo se citan de manera especulativa dos satélites naturales de Marte. Ver: Serendipia.

## Descubrimiento y observación
Los satélites de Marte fueron descubiertos por el astrónomo estadounidense Asaph Hall el 18 de agosto de 1877 y fueron bautizados por él, dándole los nombres de los dos hijos que en la mitología griega acompañaban al dios Marte: Fobos (miedo) y Deimos (terror).
Aunque son muy pequeños y están demasiado próximos al brillante disco del planeta, ambos pueden ser capturados con telescopios de aficionado (a partir de los 20 cm de abertura) por medio de cámaras CCD.

## Órbitas
| Nombre | Imagen | Diámetro (km)          | Masa (k)  | Distancia a Marte (km) | Periodo orbital (h) |
| ------ | ------ | ---------------------- | --------- | ---------------------- | ------------------- |
| Fobos  |        | 22.2 km (27×21.6×18.8) | 1.08×1016 | 9377 km                | 7,66                |
| Deimos |        | 12.6 km (10×12×16)     | 2×1015    | 23460 km               | 30,35               |

## Posible fin
Un posible fin para los satélites de Marte es que Fobos, al estar tan cerca del planeta, en un momento sea destrozado por Marte, y los restos de Fobos ya destrozada por las Fuerzas de Marea de Marte colisionen con Marte. Por su parte Deimos se alejará del planeta y será un asteroide individual, hasta que caiga en algún planeta, se dirija al Sol o vague eternamente por el vacío del espacio exterior.